# Masai
2°38′29″S 37°14′53″E / 2.64139°S 37.24806°E

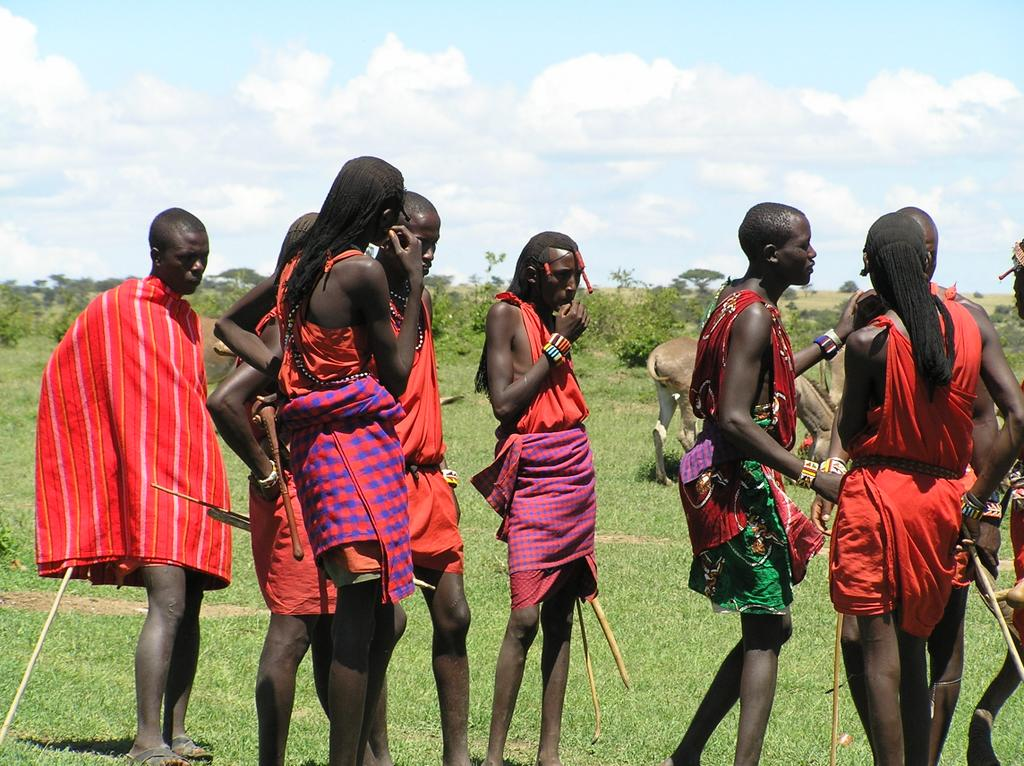
Trib Masai

Masai sau „Maassai” sunt un popor care se ocupă cu păstoritul în Africa. Ei trăiesc la poalele masivului Kilimanjaro în sudul Keniei și nordul Tanzaniei. Ei se numără printre cele mai cunoscute popoare din Africa de Est. Cu toate că masaii pe de o parte și-au păstrat tradițiile și obiceiurile culturale,  au reușit în același timp să comercializeze turiștilor cultura lor.

## Demografie
Numărul masailor din Africa se cifrează la circa 1.000.000 din care 350.000 până la  500.000 trăiesc în Kenia.

## Origine
Masaii fac parte din grupa niloților care au venit din sud fiind dominați de populația bantu, după anul 1550 masaii au venit  probabil din Sudan. Din grupa niloților fac parte popoarele:
| - Acholi - Anywak - Bari - Dinka - Kalendschin | - Karimojong - Lango - Lotuko - Luo | - Masai - Nandi - Nuer - Schilluk | - Suk - Teso - Toposa - Turkana |

## Religie
Ei cred în zeul „Ngai” zeul ploilor care își are tronul pe Muntele Kilimanjaro și care a dăruit pământenilor animalele, din care cauză masai cred că toți păstorii trebuie să fie hoți de vite. Masai cred că ei sunt îndreptățiți să ia chiar cu forța vitele altor popoare. Această concepție a lor a  generat conflicte și războaie cu vecinii.

## Limbă
Masai vorbesc limba nilotă care este înrudită cu limba samburu, aceste două grupe sunt numite limba maa (limba masailor).

## Organizare
Clanurile izolate trăiesc o viață nomadă, și care n-au existat niciodată ca și regat sau sub formă de stat. Începând din anul 1970 au început masaii de pe teritoriul Keniei să se organizeze având la conducerea politică, religioasă și militară un Laibon și Orkoiyoi. Aceștia au avut în trecut un rol  religios de conducere. Teritoriul tribal al masailor a fost în anul 1888 anulat și integrat în colonia britanică a Africii Răsăritene (British East Africa).

## Cultură

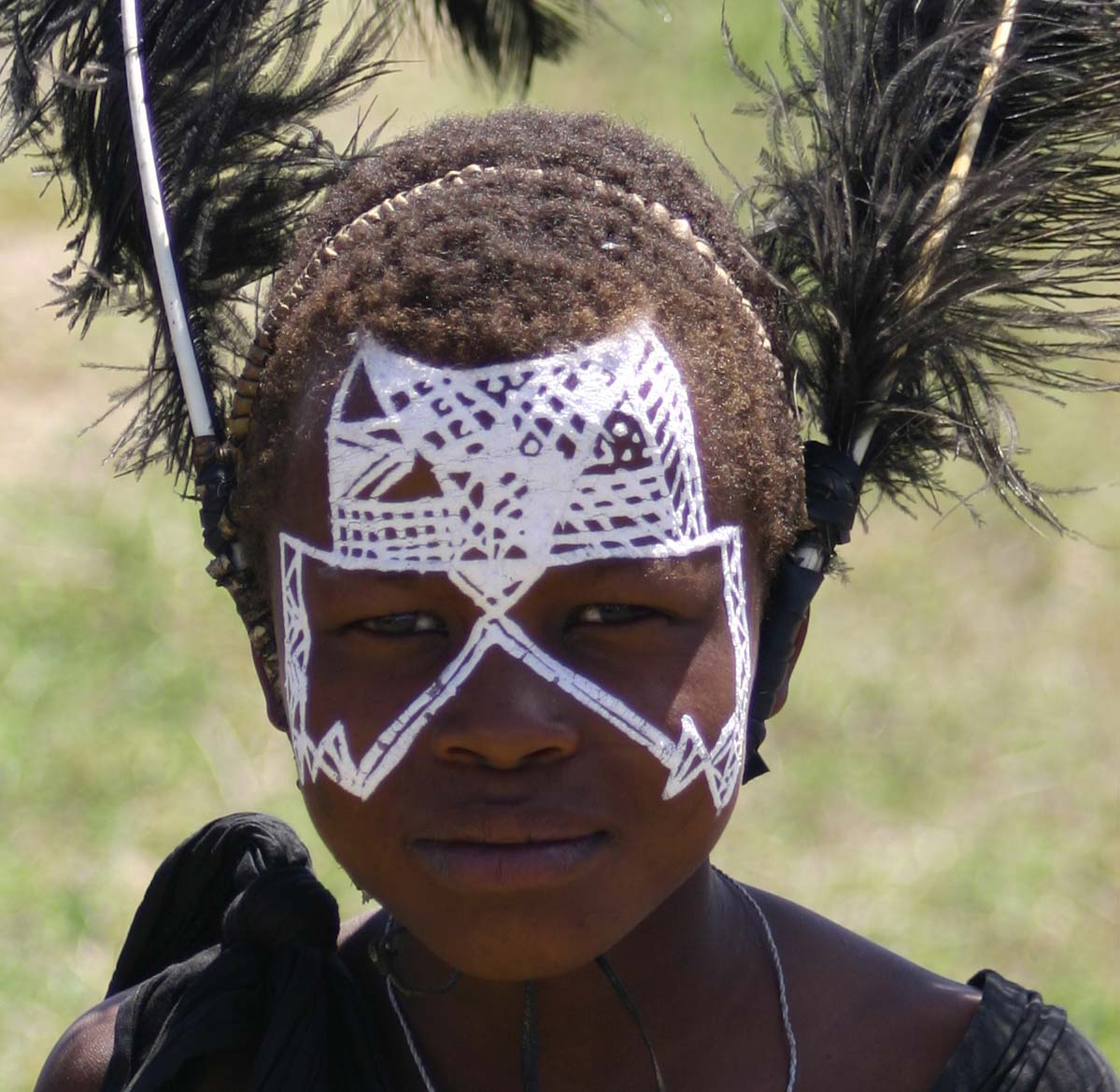
Copil războinic din tribul Masai

Poporul masailor este cunoscut ca un popor războinic și care se ocupă ce creșterea vitelor. Prin măsurile organizatorice luate de conducerea statului Kenian, masaii sunt tot mai mult împiedicați de a continua modul de viață nomad. La aceasta au contribuit prin limitarea spațiului și apariția rezervațiilor naturale Masai Mara, Serengeti și Amboseli. Cultura masailor este ancorată de creșterea vitelor. Un masai „bun” trebuie să aibă în posesie cel puțin 50 de vite. Consumul de lapte amestecat cu sânge de vită aparține de ceremoniile masailor. Acest ritual se face prin ținerea capului animalului și crestarea cu o săgeată a venei jugulare. După ce s-a obținut astfel ca. 2 l de sânge animalul va fi bandajat și va trăi mai departe. Se amestecă prin agitare continuă sângele cu lapte și după două zile va fi consumat. Băutura numită „saroi” este una din  alimentația de bază a masailor. Colibele (enk’ang) masailor sunt construite din bălegarul uscat al vitelor. Vitele, caprele și oile sunt ținute noaptea într-un țarc cu îngrăditură spinoasă. 
Dansul masailor este reprezentat prin sărituri, tinerii masai  (morani), demonstrează puterea lor prin înălțimea saltului. Uciderea unui leu de un tânăr masai cu sulița  pentru a primi o femeie și de a intra în rândul bărbaților, aparține trecutului. Totuși acest obicei s-a mai păstrat în unele regiuni, iar cei care n-au reușit proba de curaj trebuie să trăiască ani întregi în afara satului. 
La tinerii masai între vârsta de 7 și 15 ani se practică „circumcizia” în mod festiv ca și la popoarele semite. Mama  va rade în prealabil părul pubian și capul tânărului. Tânărul n-are voie să arate semne de suferință în timpul operației care este lipsită complet de măsuri igienice. După circumcizie membrii tribului îmbrăcați în negru vor dansa și cânta toată noaptea, iar la câteva zile vor pleca la vânătorea de păsări care vor fi împăiate și purtate ca trofeu.
Fetele suferă și ele un fel de „botez” prin îndepărtarea clitorisului, ele au voie să țipe de durere. În schimb la durerile nașterii femeile masailor nu se vaietă, fiind disprețuite femeile care nasc în spital.
La vârsta de 35 de ani masai trec în rândul bătrânilor (seniorilor) eveniment festiv sărbătorit cu ceremonie. Masaii neavând un șef de trib, sfatul bătrânilor hotărăște rezolvarea problemelor tribului.
Prestigiul unui masai este hotărât de numărul de animale și femei pe care le posedă.
Un masai cu cinci femei este ceva obișnuit, fiecare femeie trăiește cu copii ei într-o colibă separată. Seara masaiul se hotărăște la care dintre femeile sale va petrece noaptea. Neacceptarea bărbatului este luată ca și jignire, femeile n-au nici un drept de a se amesteca în treburile familiei. 
Nefolosirea prezervativului a dus la răspândirea HIV-ului în rândurile masailor.